# Tour du Bénin 2022
Le Tour du Bénin 2022 est la 17e édition du Tour du Bénin. Il a lieu du 3 au 8 mai 2022 au Bénin. Elle est inscrite au calendrier de l'UCI Africa Tour en catégorie 2.2 qui correspond à la course par étape.

## Parcours
La compétition se déroule en deux grandes phases. La première comporte 5 étapes et la dernière intitulée le grand prix de Cotonou qui détermine le gagnant final.

## Participants
Pour l'édition de 2022, la compétition connait la participation de 84 coureurs constituant 14 équipes et venant de 13 pays pour parcourir 748,1 km des routes du Bénin. On y retrouve le Bénin, le Mali, le Nigéria, le Burkina Faso, le Maroc, l'Allemagne, la France, le Togo, la Côte d'Ivoire, les Pays-Bas et la Belgique.

## Étapes
Les étapes sont :
1. Etape 1 : mardi 03 mai 2022, de Boukoumbé-Natitingou- Djougou sur une distance de 120,2 km
2. Etape 2 : mercredi 04 mai 2022, de Djougou-Parakou sur une distance de 133,3 km
3. Etape 3 : jeudi 05 mai 2022, de Savalou-Banamé-Bohicon sur une distance de 127,7 Km
4. Etape 4 : vendredi 06 mai 2022, de Bohicon-Lokossa-Comé sur une distance de 126,500 Km
5. Etape 5 : samedi 07 mai 2022, de Sèhouè-Ouidah-Cotonou- Porto-Novo sur une distance de 138,4 Km[8]
6. Enfin, la dernière journée, le dimanche 08 mai, pour le Grand prix de la ville de Cotonou[9] sur un circuit fermé de 102 km[10],[4].

## Classement général
| Étape     | Date  | Villes étapes                          |  | Distance (km) | Vainqueur d’étape | Leader du classement général |
| --------- | ----- | -------------------------------------- |  | ------------- | ----------------- | ---------------------------- |
| 1re étape | 3 mai | Boukoumbé - Natitingou - Djougou       |  | 120.2         | Bjorn De Decker   | Bjorn De Decker              |
| 2e étape  | 4 mai | Djougou - Parakou                      |  | 133.3         | Seppe Vangheluwe  | Bjorn De Decker              |
| 3e étape  | 5 mai | Savalou - Banamè - Bohicon             |  | 127.7         | Marcel Peschges   | Marcel Peschges              |
| 4e étape  | 6 mai | Bohicon - Lokossa - Comé               |  | 126.5         | Jonathan Bouwer   | Marcel Peschges              |
| 5e étape  | 7 mai | Sèhouè - Ouidah - Cotonou - Porto-Novo |  | 138.4         | Bachirou Nikiéma  | Marcel Peschges              |